# Oldřich Hejdušek
Oldřich Hejdušek (Brno, Checoslovaquia, 1 de octubre de 1957) es un deportista checo que compitió por Checoslovaquia en remo como timonel.
Ganó seis medallas en el Campeonato Mundial de Remo entre los años 1979 y 2009, y dos medallas en el Campeonato Europeo de Remo, en los años 2007 y 2010.
Participó en tres Juegos Olímpicos de Verano, entre los años 1980 y 1992, ocupando el sexto lugar en Moscú 1980 (dos con timonel) y el octavo en Seúl 1988 (cuatro con timonel).

## Palmarés internacional
| Representando a Checoslovaquia     |                             |                   |                    |
| Campeonato Mundial                 |                             |                   |                    |
| Año                                | Lugar                       | Medalla           | Prueba             |
| 1979                               | Bled (Yugoslavia)           | Medalla de plata  | Dos con timonel    |
| 1982                               | Lucerna (Suiza)             | Medalla de bronce | Dos con timonel    |
| 1991                               | Viena (Austria)             | Medalla de bronce | Dos con timonel    |
| Representando a la República Checa |                             |                   |                    |
| Campeonato Mundial                 |                             |                   |                    |
| Año                                | Lugar                       | Medalla           | Prueba             |
| 1993                               | Račice (República Checa)    | Medalla de plata  | Cuatro con timonel |
| 1996                               | Motherwell (Reino Unido)    | Medalla de plata  | Cuatro con timonel |
| 2009                               | Poznań (Polonia)            | Medalla de plata  | Dos con timonel    |
| Campeonato Europeo                 |                             |                   |                    |
| Año                                | Lugar                       | Medalla           | Prueba             |
| 2007                               | Poznań (Polonia)            | Medalla de oro    | Ocho con timonel   |
| 2010                               | Montemor-o-Velho (Portugal) | Medalla de bronce | Dos con timonel    |